# Ewa Hanulanka

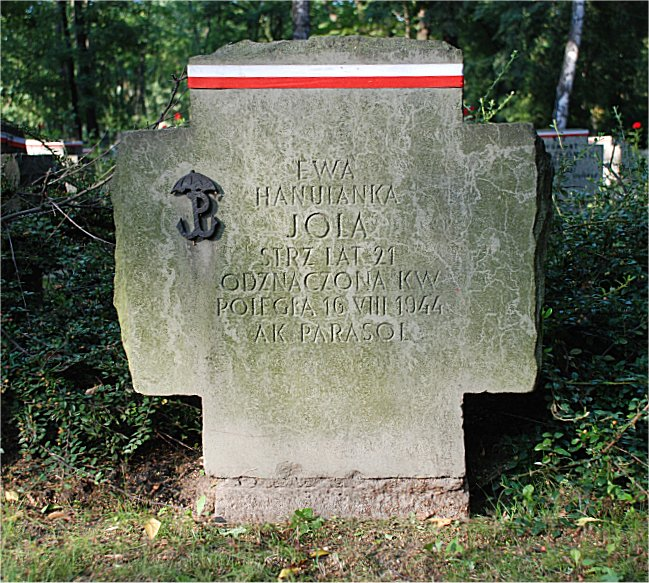
Grób na Powązkach wojskowych

Ewa Hanulanka ps. Jola (ur. 14 sierpnia 1923 w Warszawie, zm. 16 sierpnia 1944 tamże) – sanitariuszka w batalionie „Parasol”, uczestniczka powstania warszawskiego.
Była harcerką 3. WŻDH przy Gimnazjum im. Juliusza Słowackiego. Następnie służyła w Szarych Szeregach skąd przeszła do batalionu „Parasol”. W okresie okupacji niemieckiej studiowała również medycynę na tajnych kompletach.
Podczas powstania warszawskiego była sanitariuszką III kompanii 3. plutonu batalionu „Parasol”. Brała udział w jego walkach na Woli i na Starówce, gdzie zginęła 16. dnia powstania. Pochowana w kwaterach żołnierzy baonu „Parasol” na Powązkach Wojskowych w Warszawie (kwatera A24-8-6).
Odznaczona została Krzyżem Walecznych.